# Toxopsiella dugdalei
Toxopsiella dugdalei är en spindelart som beskrevs av Forster 1964. Toxopsiella dugdalei ingår i släktet Toxopsiella och familjen Cycloctenidae. Inga underarter finns listade i Catalogue of Life.